# روکا پیتوره
روکا پیتوره (به ایتالیایی: Rocca Pietore) یک کومونه در ایتالیا است که در استان بلونو واقع شده‌است. روکا پیتوره ۷۶٫۰ کیلومتر مربع مساحت و ۱٬۳۸۸ نفر جمعیت دارد.